# Hermann Priess
Pour les articles homonymes, voir Prieß.
Hermann Priess, ou Hermann Prieß, né le 24 mai 1901 et mort le 2 février 1985 , était SS-Gruppenführer und Generalleutnant der Waffen-SS et le commandant de la 3e division SS Totenkopf après la mort de Theodor Eicke en février 1943.